# Transport kolejowy we Wrocławiu

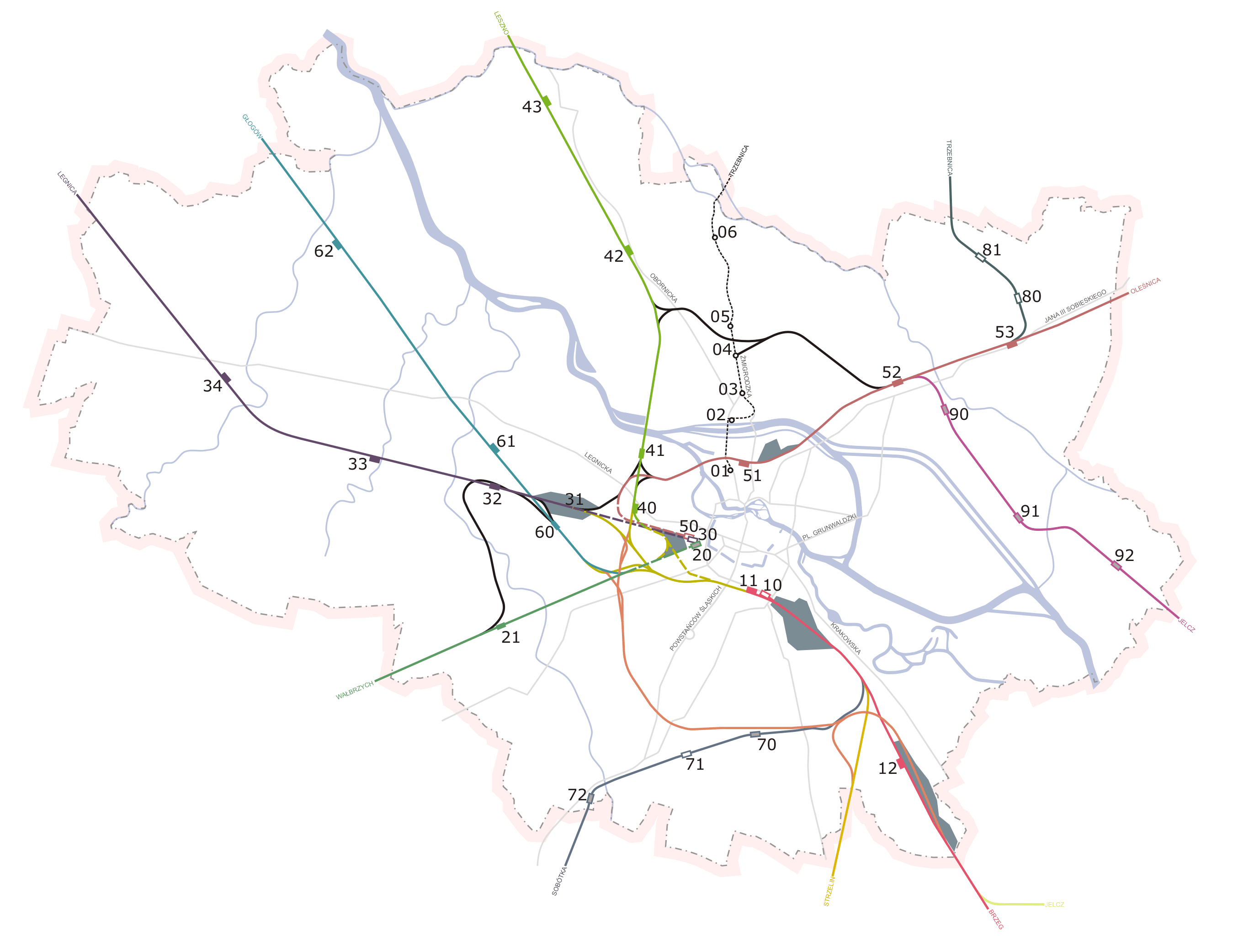
Wrocławski węzeł kolejowy

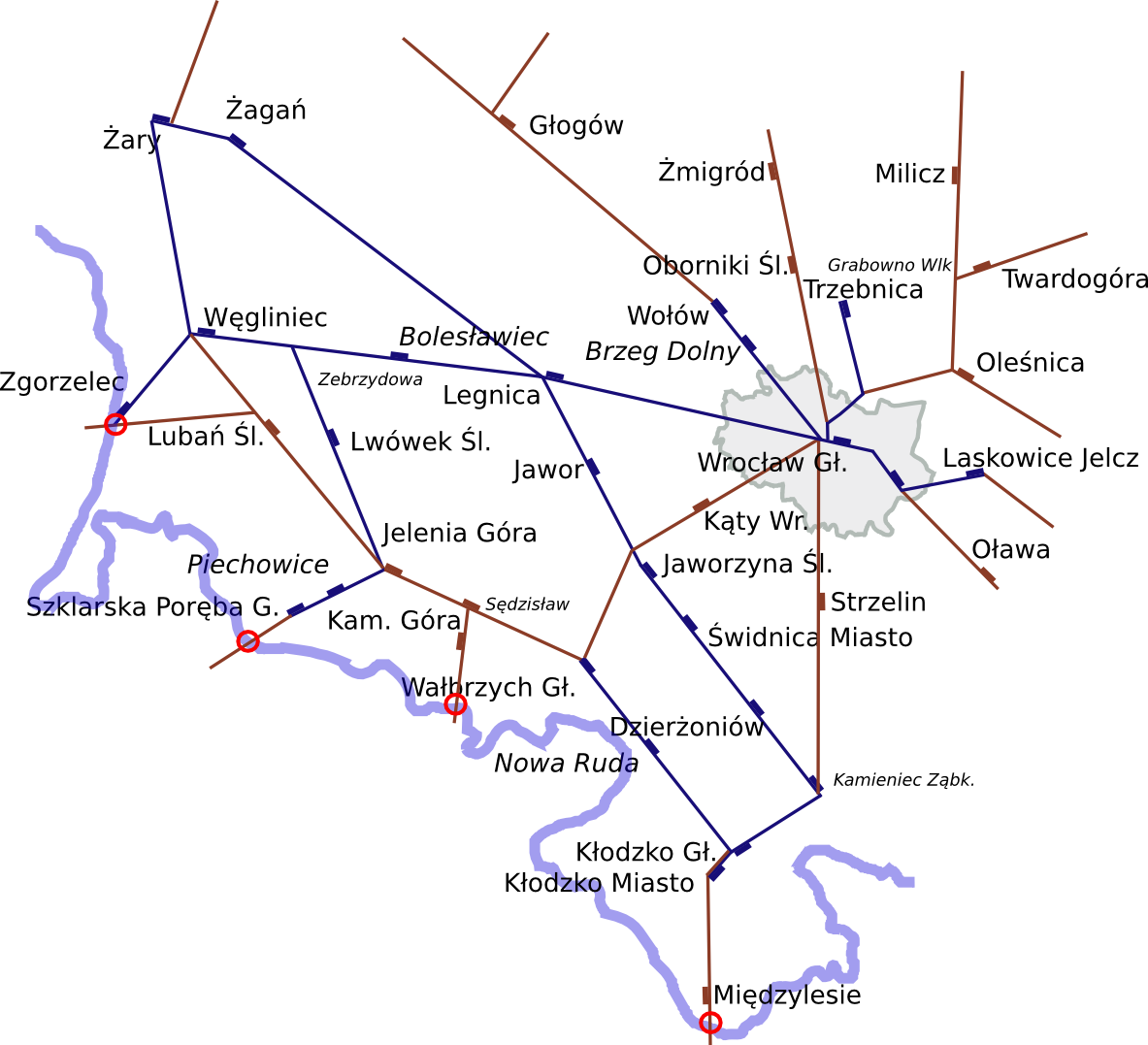
Sieć kolejowa dostępna w ruchu pasażerskim w roku 2012

Transport kolejowy we Wrocławiu – wrocławski węzeł łączy jedenaście różnych kierunków linii kolejowych normalnotorowych zbiegających się we Wrocławiu. Dziesięć linii normalnotorowych jest czynnych w tym dziewięć obsługuje ruch pasażerski, a jedna towarowy.
Pod koniec lat 80. XX w. po wrocławskim węźle kolejowym kursowało 140 pociągów, w 2000 roku było to 90 pociągów, a w 2018 roku 170.

## Historia

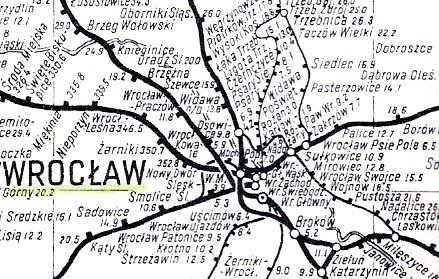
Sieć PKP wokół Wrocławia w 1946
(wiele z nazw miejscowości i osiedli uległo od tamtego czasu zmianie)

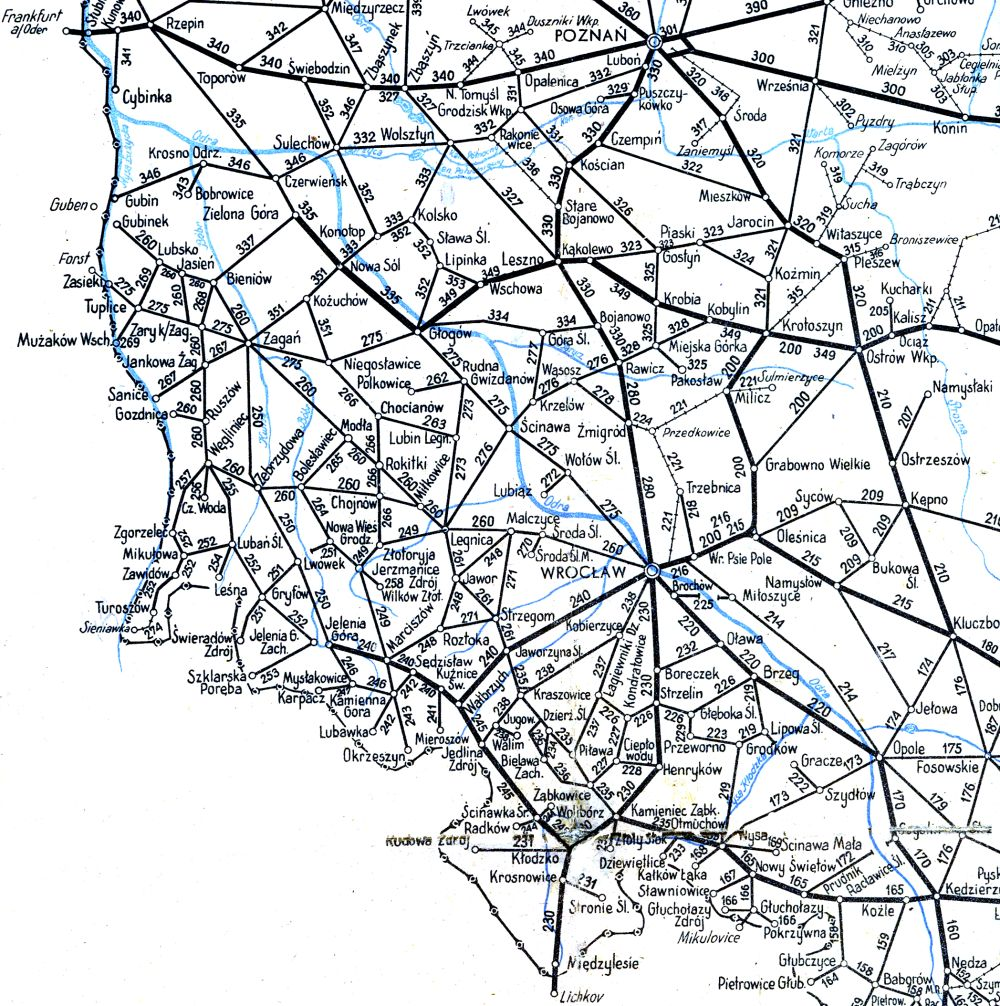
Sieć PKP na Dolnym Śląsku w 1952/53

Rozwój sieci przebiegał w kilku etapach. Jako pierwszy etap wyróżnić można budowę poszczególnych linii przez prywatne spółki kolejowe. Powstawały wówczas niezależne w znacznej mierze linie, zakończone dworcami czołowymi. Spółki współpracowały ze sobą niechętnie, a rozwój przestrzenny węzła był nieskoordynowany. Od lat 60. XIX wieku rząd pruski rozpoczął nacjonalizację kolei i zjednoczył je w jedno towarzystwo. Rozbudowano łącznice między liniami (w tym Towarową Obwodnicę Wrocławia), dążono do racjonalnej rozbudowy i skupienia ruchu na Dworcu Głównym. W XX wieku planowanie kolei we Wrocławiu stało się integralną częścią planowania urbanistycznego, proponowano dalsze przebudowy sieci, mające na celu usprawnienie ruchu kolejowego, zrealizowano jednak niewielką ich część. Jednym z działań była elektryfikacja prądem przemiennym Śląskiej Kolei Górskiej na trasie Wrocław Świebodzki – Jelenia Góra – Zgorzelec (zdemontowana po wojnie), której słupy końcowe do dziś znajdują się na Dworcu Świebodzkim. Istniała także sieć kolei miejskiej obsługiwana wagonami akumulatorowymi. Po II wojnie światowej nie poczyniono we wrocławskim węźle kolejowym większych inwestycji (poza przewidzianą już w czasie budowy rozbudową Towarowej Obwodnicy Wrocławia do czterech torów i elektryfikacją znacznej części linii i łącznic), zaś od lat 90. następuje systematyczny regres.

## Kolej Górnośląska (1#)
Pierwszą linią kolejową, doprowadzoną do Wrocławia, była planowana od 1836 i uruchomiona w 1842, najpierw na odcinku Wrocław – Oława, Kolej Górnośląska (niem. Oberschlesische Eisenbahn, w skrócie OSE), wydłużona w ciągu następnych czterech lat przez Brzeg i Opole do wschodniej części Górnego Śląska do granicy Królestwa Prus w Mysłowicach. Pierwszym dworcem w mieście był Dworzec Górnośląski, którego budynek (oznaczony na mapce numerem 10) wzniesiony w latach 1841–1842 służy dziś jako przychodnia lekarska dla pracowników PKP, a którego torowisko jest rozebrane. Funkcje tego dworca przejął w 1851 postawiony w bezpośrednim sąsiedztwie nowy dworzec tej kolei, dziś noszący nazwę Wrocław Główny (nr 11 na mapie). Dworzec ten dziś jest najważniejszą stacją pasażerską w mieście. Na linii tej znajduje się również stacja Wrocław Brochów (12). Obecnie linia w kierunku Oławy jest dwutorowa, zelektryfikowana a prędkość maksymalna wynosi 160 km/h.

## Kolej Wrocławsko-Świebodzicka (2#)

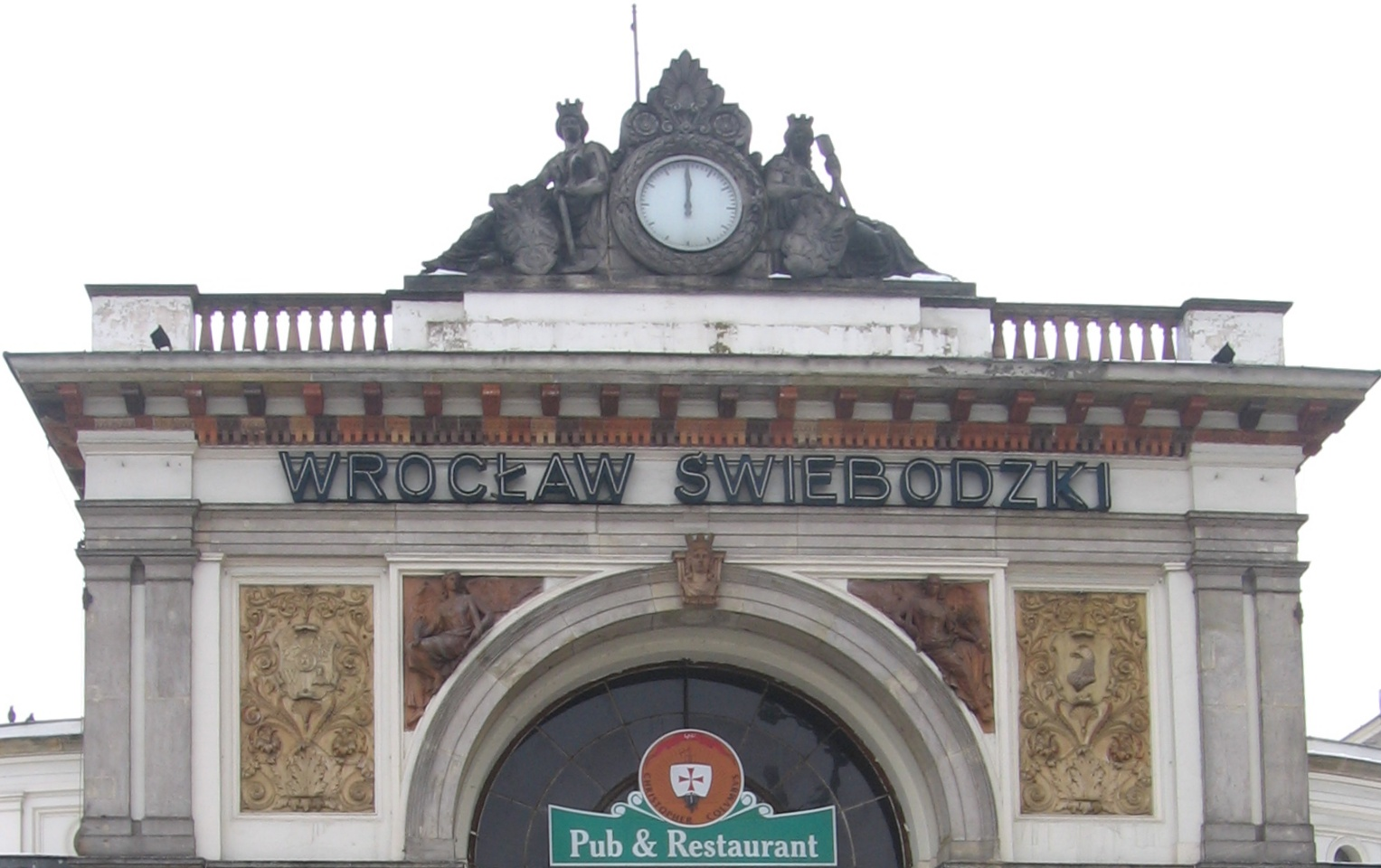
Dworzec Świebodzki dziś

Następną w kolejności spółką kolejową, która uzyskała prawa do budowy we Wrocławiu, była firma zawiązana w 1837 przez wrocławskiego przedsiębiorcę G.H. Ruffera Breslau-Schweidnitz-Freiburger Eisenbahn (BFE, Kolej Wrocławsko-Świdnicko-Świebodzicka potem Breslau-Freiburger Eisenbahn, BrFr), której dworzec wybudowany 1842, nosi dziś nazwę Wrocław Świebodzki (nr 20 na mapie). Linia świebodzicka uruchomiona została w październiku 1843 do Świebodzic, a później wydłużona do Wałbrzycha. Wobec ogólnego zmniejszenia zapotrzebowania na kolejowe przewozy pasażerskie Dworzec Świebodzki od roku 1991 został całkowicie wyłączony z ruchu. Stacja, oznaczona na mapie numerem 21, Wrocław Zachodni (do lat 70. XX wieku pod nazwą Muchobór Wielki, wcześniej niem. Großmochbern), jest nadal czynna. 14 grudnia 2014 roku, wraz ze zmianą rozkładów kolejowych, oddano do użytku przystanek kolejowy Wrocław Grabiszyn (niezaznaczony na schemacie; mieści się pomiędzy stacjami Wrocław Główny a Wrocław Zachodni) znajdujący się pod estakadą ulicy Klecińskiej. Cała linia jest zelektryfikowana (od lat 20. XX w.) i dwutorowa.

## Kolej Dolnośląsko-Marchijska (3#)

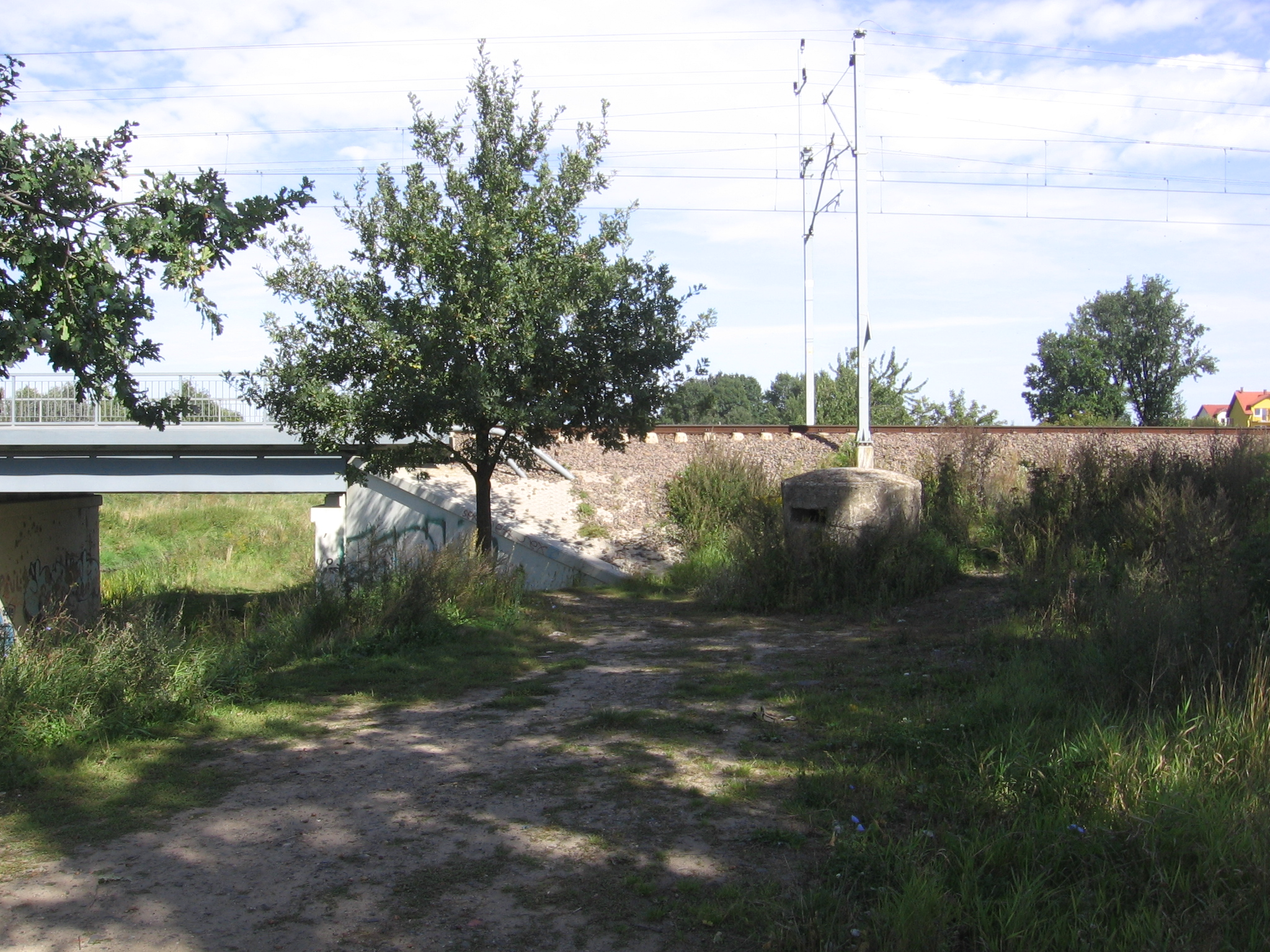
most kolejowy nad Ślęzą w Żernikach

Rok po kolei świebodzickiej, w październiku 1844 uruchomiło swoje połączenia, pierwotnie do Legnicy, Towarzystwo Kolei Dolnośląsko-Marchijskiej (niem. Niederschlesisch-Märkische Eisenbahn-Gesellschaft, NME), które swój Dworzec Marchijski (na mapie nr 30) postawiło w bliskim sąsiedztwie Dworca Świebodzkiego. Rozwiązanie to na owe czasy było korzystne, bo z jednej strony ułatwiało przesiadanie podróżnym, którzy mieli do pokonania tylko 200 metrów dzielących oba dworce, a z drugiej strony nie zachodził konflikt interesów obu spółek, do którego dochodzić by mogło, gdyby obydwie korzystały z tych samych instalacji. W następnych latach połączenie przez Legnicę, Żagań i Gubin wydłużono do Berlina – do Marchii Brandenburskiej, od której Towarzystwo wzięło swą nazwę. Dworzec Marchijski na początku XX wieku stracił na znaczeniu i w od 1908 obsługiwał już tylko połączenia ze znajdującą się wówczas poza granicami miasta Leśnicą (Deutsch Lissa, stacja nr 34 na mapie), a rok później zamieniony został na stację towarową, pomocniczą zresztą w stosunku do pobliskiego węzła towarowego Wrocław Gądów, zaznaczonego na mapie numerem 31. W latach dwudziestych Dworzec Marchijski został częściowo rozebrany. Po II wojnie światowej na krótko wznowiono jego funkcje towarowe (pod nazwą Wrocław Towarowy Zachodni lub Wrocław Zachodni; był dogodnym punktem do załadunku wywożonego ze zrujnowanego miasta gruzu i odpadów, a także np. pozyskanych z rozbiórek zniszczonych budynków cegieł), ale w połowie lat pięćdziesiątych ponownie go zlikwidowano, tym razem już ostatecznie. Z budynku pozostała jedynie jedna z wież i mocno przebudowany fragment hali.
Obecnie pociągi kierujące się z Dworca Głównego do Legnicy wjeżdżają na trasę byłej Kolei Marchijskiej w rejonie stacji towarowej Wrocław Gądów; w granicach miasta przejeżdżają potem przez stacje Wrocław Nowy Dwór (nr 32), Wrocław Żerniki (nr 33) i Wrocław Leśnica. Linia dwutorowa i zelektryfikowana. Miała być to pierwsza w Polsce linia zelektryfikowana eksperymentalnie prądem przemiennym 25 kV, 50 Hz, ale z zamiaru tego zrezygnowano (istniała już dokumentacja projektowa).

## Kolej Poznańska (4#)

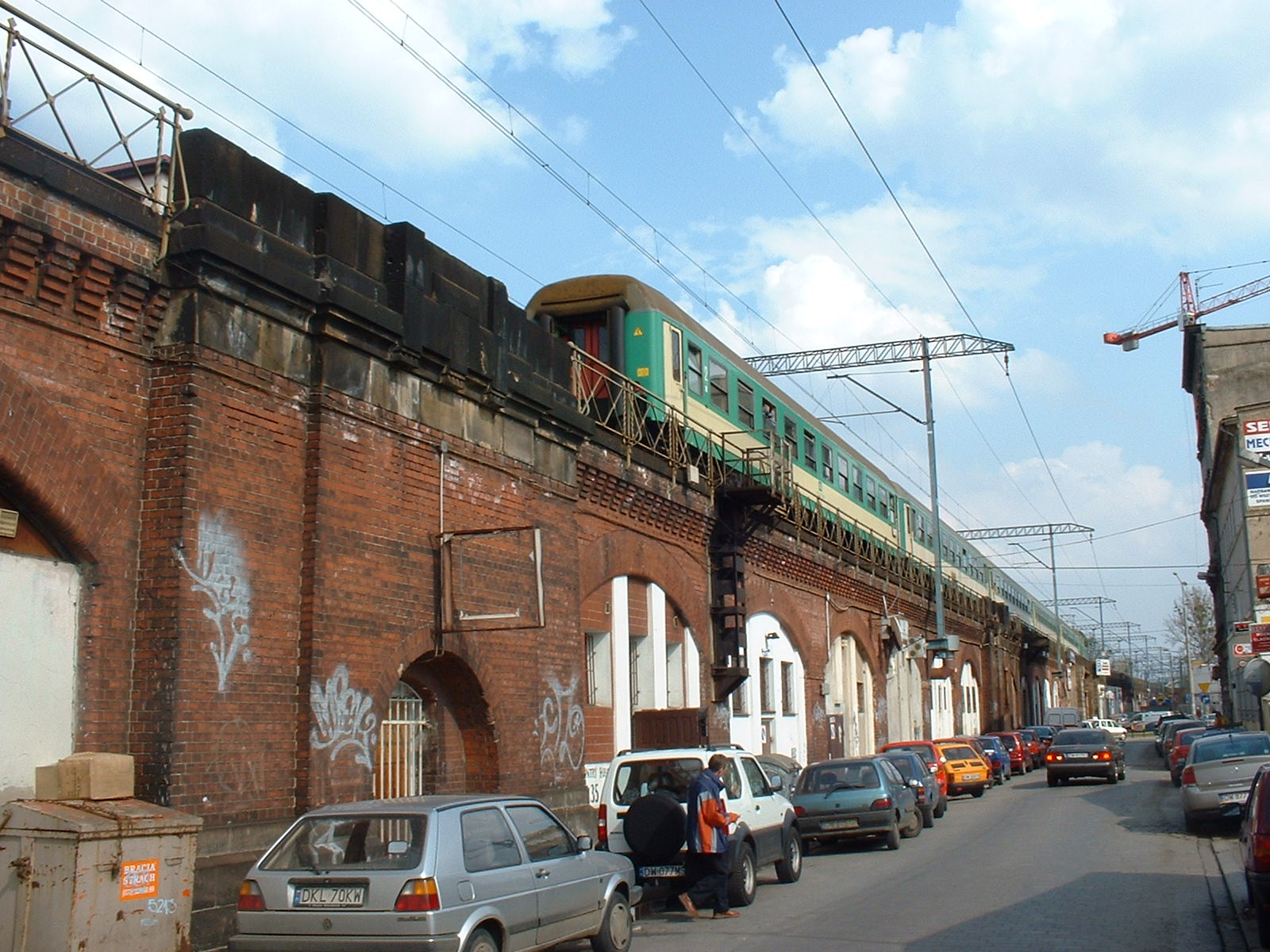
Estakada łącząca poszczególne linie w centrum miasta

W latach czterdziestych XIX wieku następowała szybka rozbudowa sieci połączeń kolejowych we Wrocławiu. Przeprowadzono połączenie (Verbindungsbahn) dworca Górnośląskiego ze Świebodzkim, Marchijskim (linie jasnozielone na mapce Wrocławia) oraz – później – z linią łączącą Wrocław z Poznaniem. Przez pierwsze trzy lata (od kwietnia 1847) po wybudowaniu tych połączeń przetaczanie wagonów pomiędzy poszczególnymi sieciami odbywało się bez użycia lokomotyw (wymagały one wówczas jeszcze specjalnych obrotnic w celu zmiany kierunku jazdy, co znacznie komplikowałoby operację) – przy pomocy konnych zaprzęgów. Koncesję na połączenie Wrocławia z Poznaniem uzyskała w 1853 Kolej Górnośląska i ona rozpoczęła w Lesznie budowę w trzech kierunkach: do Wrocławia, do Poznania i do Głogowa. Konieczne było wybudowanie we Wrocławiu mostu kolejowego przez Odrę (w pobliżu dzisiejszego drogowego Mostu Milenijnego pomiędzy Popowicami a Osobowicami) – zrealizowano go w postaci 33-przęsłowej konstrukcji stalowej o łącznej długości 380 m (dwa przęsła były obrotowe, dzięki czemu utrzymano żeglowność rzeki w tym miejscu). Połączenie do Poznania ruszyło 29 października 1856 i obsługiwane było przez nowy dworzec Kolei Górnośląskiej, wspomniany już Dworzec Główny (nr 11). Dzięki tej linii łączącej się z Posen-Kreuzburger Eisenbahn (PoKr, Kolei Poznańsko-Kluczborskiej) i Stargard-Posener Eisenbahn (StPo – Kolejami Poznańsko-Stargardzkimi) Wrocław uzyskał połączenie ze Szczecinem, z Bydgoszczą i z Gdańskiem. W granicach miasta na tej linii znajdują się stacje Wrocław Mikołajów (40), Wrocław Popowice (41), Wrocław Różanka (nieoznaczona), Wrocław Osobowice (42) oraz Wrocław Świniary (43). Obecnie linia jest dwutorowa i zelektryfikowana.

## Kolej Prawego Brzegu Odry (5#)

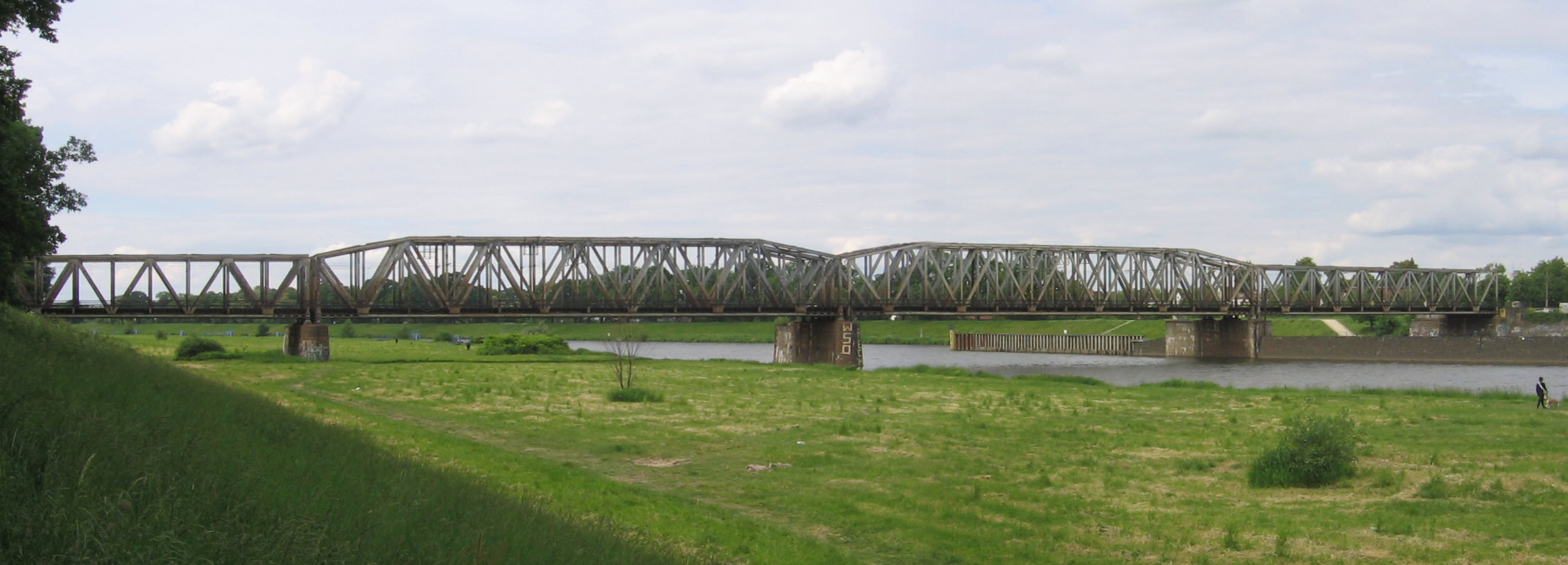
Most koło Browaru Piastowskiego

Kolej Prawego Brzegu Odry (Rechte-Oder-Ufer-Eisenbahn, ROUE) uruchomiła swoją linię w kierunku Oleśnicy 28 maja 1868 najpierw z Dworca Nadodrze (nr 51 na mapie; niezbędne było w tym celu przerzucenie przez Starą Odrę nowego mostu kolejowego, w okolicy browaru – dzisiejszego Piastowskiego – oraz Hindenburgbrücke – dziś środkowego Mostu Warszawskiego), ale wkrótce przerzuciła przez Odrę (na północ od dzisiejszych Mostów Mieszczańskich) kolejny stalowy most kolejowy i uruchomiła tuż obok Dworca Marchijskiego swój własny Miejski Dworzec Kolei Prawego Brzegu Odry (Rechte-Oder-Ufer Eisenbahn Stadtbahnhof, nr 50 na mapie). Był to zarazem ostatni normalnotorowy dworzec kolejowy w mieście; wszystkie inne, wybudowane później, były mniejszymi lub większymi stacjami przelotowymi. Po kilkunastu latach samodzielnego funkcjonowania Prawobrzeżny Dworzec Miejski jednak połączono z Marchijskim, z którym podzielał później wspólną historię, aż do likwidacji po wojnie włącznie. Linii ta jest obsługiwana w granicach miasta przez stacje Wrocław Nadodrze (51), Wrocław Sołtysowice (52) oraz Wrocław Psie Pole (53). Obecnie jest to linia dwutorowa i zelektryfikowana.

## Kolej Nadodrzańska (6#)
Linia nadodrzańska, łącząca Wrocław z Głogowem przez Ścinawę, i dalej z Zieloną Górą aż do Szczecina jako stację końcową wykorzystuje wrocławski Dworzec Główny. Oddano ją do użytku w 1874 roku. W granicach miasta na tej linii znajdują się stacje Wrocław Muchobór (nr 60 na mapie), Wrocław Kuźniki (nr 61), Wrocław Stadion (nieoznaczony) i Wrocław Pracze (nr 62). Linia jest dwutorowa (z wyjątkiem odcinka Wrocław Główny – Wrocław Grabiszyn) i zelektryfikowana.

## Kolej Sobócko-Świdnicka (7#)

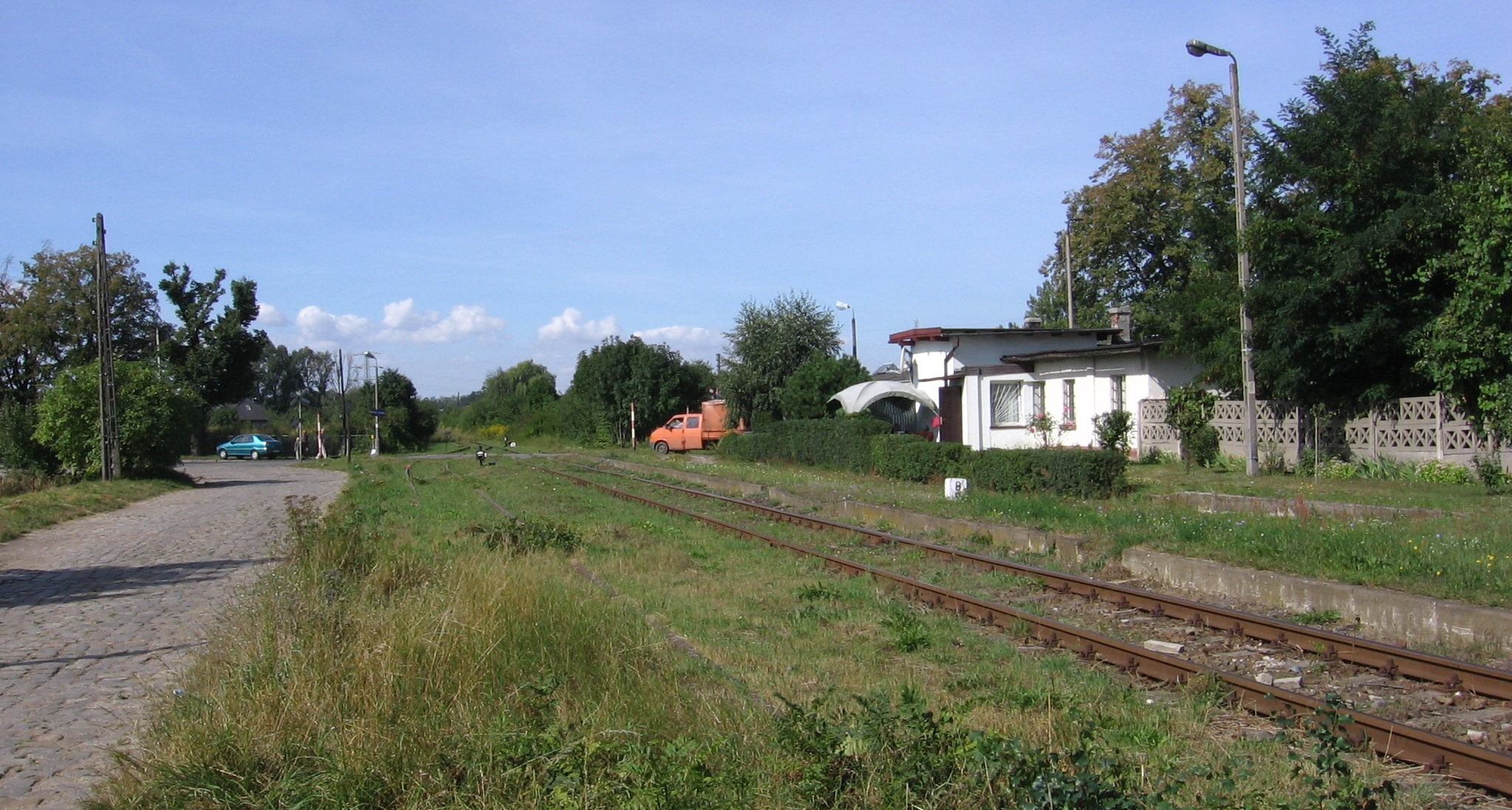
Pozostałości stacji Wrocław-Partynice

Linia łącząca Wrocław przez Sobótkę ze Świdnicą ukończona została w 1898 roku. Pociągi odprawiano z Dworca Głównego w kierunku południowo-wschodnim, a linia przed Brochowem (stacja nr 12) skręca na południe, a potem południowy zachód i zachód przez Wrocław Wojszyce (70), Wrocław Partynice (71 – od lat sześćdziesiątych XX w., obecnie w innej lokalizacji) i Wrocław Klecinę (72) wiedzie dalej przez Bielany Wrocławskie, Kobierzyce (gdzie odgałęział się tor do Piławy Górnej przez Niemczę), Wierzbice Wrocławskie do Sobótki, a następnie przez Strzelce Świdnickie i Marcinowice do Świdnicy.
Po przejęciu przez samorząd dolnośląski miały zostać przywrócone połączenia pasażerskie, zarówno do Świdnicy, jak i Piławy Górnej. Na początku 2012 ogłoszono jednak, że z powodu zbyt wysokich kosztów linia nie będzie remontowana. Decyzja ta została zmieniona 9 stycznia 2017 – podpisano umowę pomiędzy PKP PLK a władzami województwa dolnośląskiego obejmującą rewitalizację linii – budowę nowych przystanków, naprawę obiektów inżynieryjnych, wyposażenie w urządzenia sterowania ruchem kolejowym. Prace mały być zakończone w 2020 roku, ostatecznie prace zakończyły w 2022 roku.
12 czerwca 2022 wznowiono regularne kursy na odcinku Wrocław Główny – Świdnica. W granicach miasta pociągi zatrzymują się na przystankach Wrocław Wojszyce i odtworzonym w nowej lokalizacji Wrocław Partynice. Nie uruchomiono dla ruchu pasażerskiego stacji Wrocław Klecina. Część kursów obsługiwanych jest przez dwutrakcyjne jednostki Newag Impuls II 36WEh.
Linia jest niezelektryfikowana, jednotorowa. Aktualnie (2024) trwają prace na odtworzeniu odnogi linii z Kobierzyc do Piławy Górnej.

## Kolej Wrocławsko-Trzebnicka (8#)
Normalnotorowa linia łącząca Wrocław z Trzebnicą. Obsługiwała połączenie z Dworca Nadodrze (stacja nr 51 na mapie) przez Wrocław Psie Pole (nr 53) do Trzebnicy. Po odgałęzieniu za Psim Polem na północ dalsze przystanki tej linii na terenie Wrocławia to oznaczony na mapie numerem 80 Wrocław Zakrzów oraz Wrocław Pawłowice (nr 81). Linia ta na odcinku Psie Pole – Trzebnica miała długość 20 km i pokonywana była w 1944, zgodnie z rozkładem, w ciągu niespełna trzech kwadransów, tj. ze średnią prędkością podróżną ponad 27 km/h i jeździło tę trasą pięć par pociągów na dobę. W 1967 pociągów było już mniej (trzy) i jeździły rozkładowo na tym odcinku w czasie od trzech kwadransów do półtorej godziny; w 1981 jeździły już tylko dwie pary pociągów. Jedynie przez krótki okres lat 1984–1988 na linii kursowało do 7 par pociągów dziennie.
Ostatni przed zawieszeniem ruchu regularny pociąg pasażerski odprawiono 21 czerwca 1991 roku. Ruch pociągów towarowych zawieszono 2 grudnia 1999 roku, ostatni pociąg PKP (pielgrzymkowy) pojawił się na linii w 2002 roku. Następnie linia dzierżawiona była przez Dolnośląskie Koleje Regionalne, które zabiegały o wznowienie regularnego ruchu pasażerskiego i doprowadziły do uruchomienia pociągów turystycznych. W roku 2006 PKP PLK wypowiedziały umowę z DKR i zagroziły rozbiórką linii.
Po długich rozmowach, 11 października 2007 linia została przejęta przez zarząd województwa dolnośląskiego. W latach 2008–2009 linię zmodernizowano. 20 września 2009 reaktywowano planowy ruch pasażerski, kierując na trasę szynobusy i spalinowe jednostki trakcyjne Kolei Dolnośląskich. Obecnie (styczeń 2017) po linii kursuje 15 par pociągów na dobę, a czas przejazdu z Wrocławia Głównego do Trzebnicy wynosi ok. 45 min.
Linia jest niezelektryfikowana, jednotorowa.

## Kolej Wrocławsko-Jelczańska (9#)
Uruchomiona w 1922 linia pomocnicza do Jelcza-Laskowic i dalej do Opola stanowiła alternatywne wobec linii zbudowanej przez Kolej Górnośląską połączenie z Górnym Śląskiem. W granicach Wrocławia przebiega przez przystanki Wrocław Kowale (nr 90 na mapie), Wrocław Swojczyce (nr 91) i Wrocław Wojnów (nr 92). 10 kwietnia 2017 otwarto pierwsze miejskie połączenie między Wrocławiem Głównym a Wojnowem. Połączenie działa w dni powszednie i obsługuje je 13 par pociągów dziennie, w tym 3 z dworca głównego, pozostałe z dworca Wrocław Nadodrze. Połączenie reaktywowano po 17 latach nieobecności pociągów pasażerskich na linii Wrocław Sołtysowice – Jelcz Miłoszyce, po wyremontowaniu linii kolejowej za ok. 1 mln zł. Zgodnie z zapowiedzią jest to program pilotażowy przed modernizacją linii do Jelcza Miłoszyc, która ma zakończyć się w 2020 roku. Linię obsługują Koleje Dolnośląskie pojazdami Pesa 214M.

## Wąskotorowa Kolejka Wrocławsko-Trzebnicko-Prusicka (0#)

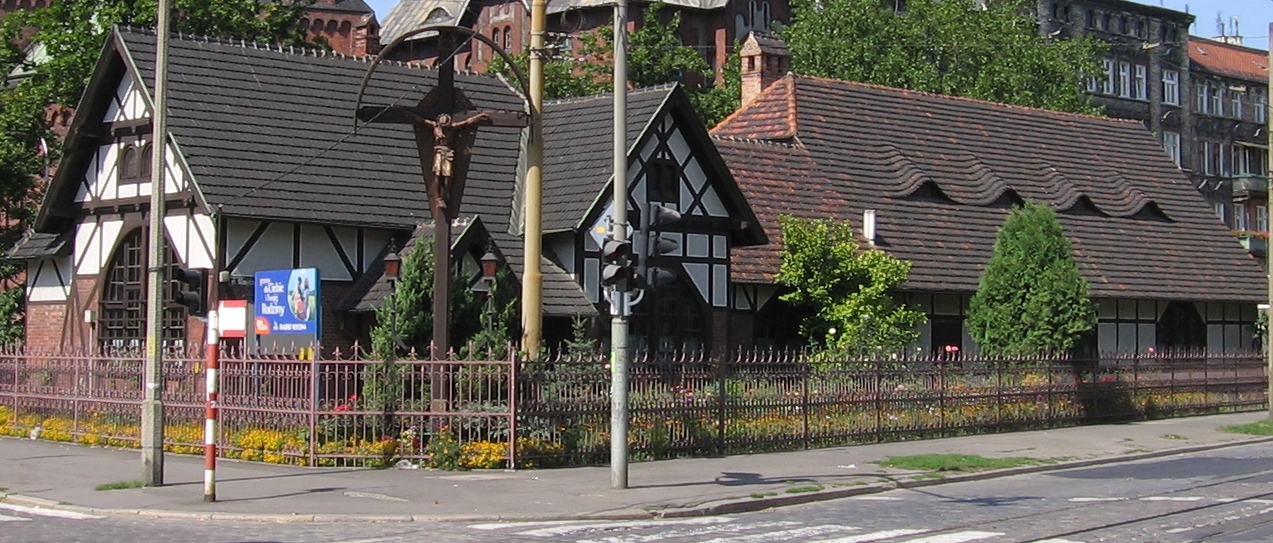
Pozostałość wąskotorowego osobowego dworca miejskiego

Wąskotorowa Kolejka Wrocławsko-Trzebnicko-Prusicka (Breslau–Trebnitz–Prausnitzer Kleinbahn) uruchomiona została w 1899 roku. Jej pasażerski Dworzec Miejski (tuż po wojnie nazywany „Wrocław Główny Wąskotorowy”, na mapce numer 01) zlokalizowano w pobliżu Dworca Nadodrze (na mapce numer 51), na dzisiejszym Placu Staszica, przy kościele św. Bonifacego. Następną stacją był towarowy dworzec na Polance(*) (nr 02), potem pasażerski przystanek Wrocław Karłowice (Breslau-Karlowitz, nr 03), Wrocław-Różanka (Breslau-Rosenthal, nr 04), Wrocław Poświętne (Breslau-Lilienthal, nr 05) i znajdująca się już poza ówczesnymi granicami miasta stacja Widawa (Weide, nr 06).
Po południowej stronie Starej Odry, przy dzisiejszym Wybrzeżu Conrada Korzeniowskiego, istniało (niezaznaczone na mapie) odgałęzienie toru kolei do portu miejskiego (na wschód od linii), gdzie mieściły się towarowe bocznice przeładunkowe. Znajdująca się na północnym brzegu Odry, przy dzisiejszej ulicy Na Polance stacja towarowa (numer 02) od 15 grudnia 1950, kiedy zdecydowano się zlikwidować dotychczasowy dworzec przy placu Stanisława Staszica, przejęła funkcję miejskiego dworca osobowego tej linii. Całkowita likwidacja połączenia wąskotorowego Trzebnicy z Wrocławiem (stacją Na Polance) nastąpiła 27 maja 1967 roku.
(*) ściślej: przy ulicy Na Polance; lokalizacja topograficzna terytorium „Polanka” nie jest jednoznaczna

## Kolej Wrocławsko-Strzelińska
Korzysta z Dworca Głównego, skąd linia kieruje się na południowy wschód, a przed Brochowem odgałęzia się na południe w kierunku Strzelina. Linia uruchomiona w 1871 roku. W granicach miasta na linii tej nie ma żadnych stacji, ale pierwszy przystanek, Iwiny, znajduje się tuż przy wrocławskim osiedlu Jagodno i jest objęty integracją taryfową z komunikacją miejską. Linią tą przejeżdża kilkanaście par pociągów pasażerskich dziennie. Linia jest zelektryfikowana i na odcinku podwrocławskim dwutorowa. Dalej linia ta biegnie m.in. przez miejscowości Ziębice, Kamieniec Ząbkowicki, Kłodzko, Międzylesie i później do Czech.

## Obwodnica towarowa

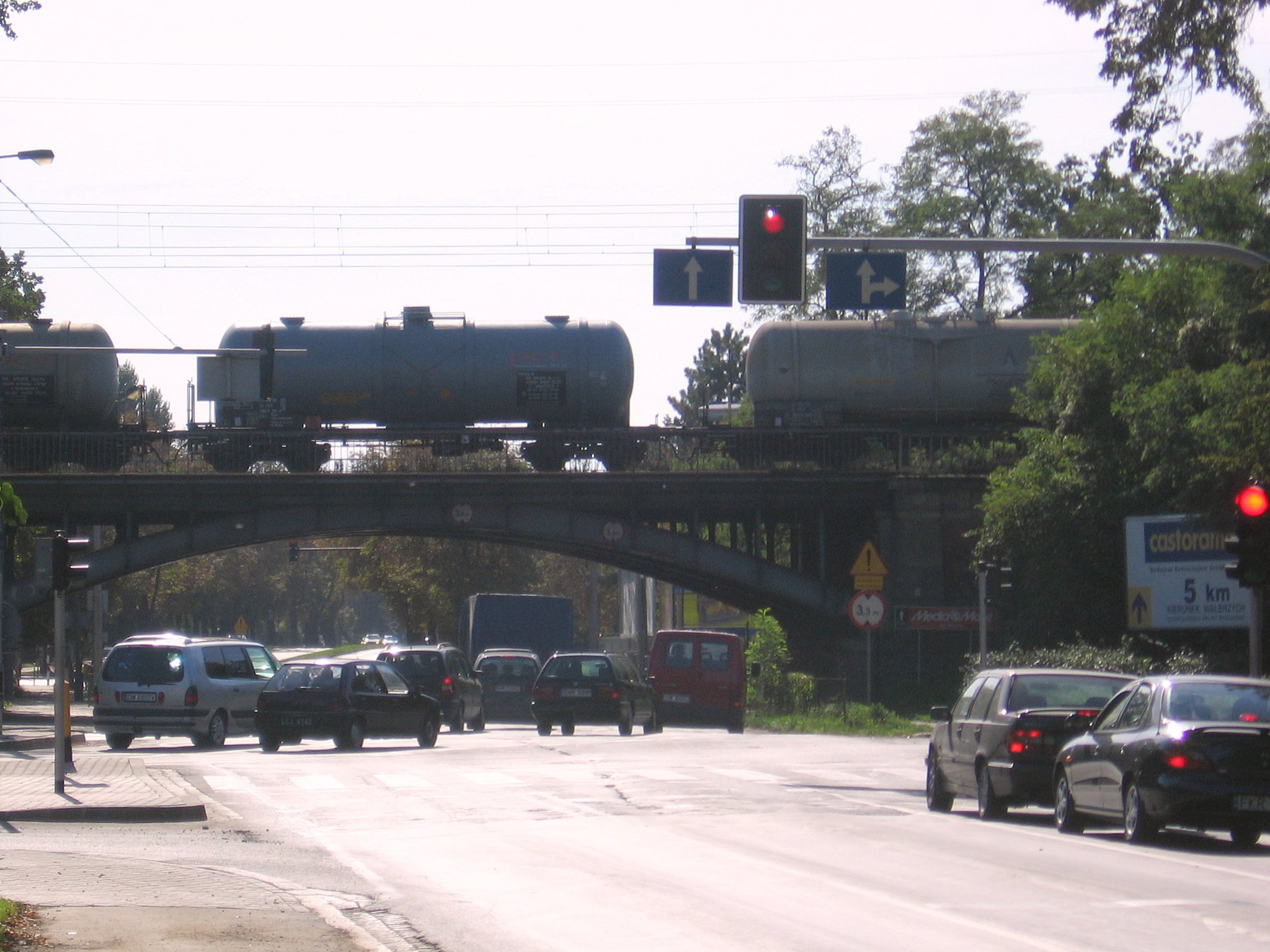
Wiadukt Towarowej Obwodnicy Wrocławia nad Ślężną/Sudecką

Pod koniec XIX wieku przeprowadzono służącą do dziś Towarową Obwodnicę Wrocławia (Güterbahnumgehung) umożliwiającą przejazd pociągów towarowych z Górnego Śląska na północ z pominięciem Dworca Głównego (na mapce jasnobrązowa, w południowej i zachodniej okolicy miasta). Obwodnica ta oddana została do użytku w 1896 roku. Obecnie jest zelektryfikowana, w większości trzytorowa – z rezerwą na czwarty tor.

## Bocznice przemysłowe
Wrocław będąc miastem przemysłowym posiadał w przeszłości dużą liczbę bocznic obsługujących większość zakładów i fabryk, zarówno tych dużych, jak i mniejszych. Obecnie, ze względu na konkurencyjność transportu samochodowego, tylko niewielka część jest wykorzystywana a pozostałe są nieprzejezdne lub zlikwidowane.

## Dworce i stacje kolejowe
Obecnie Wrocław, tuż po Warszawie, posiada największą liczbę 31 stacji, w tym 30 funkcjonujących, na których zatrzymują się pociągi pasażerskie. Mimo trwającej już od początku lat osiemdziesiątych likwidacji połączeń i zamykania dworców, Wrocław w przeciwieństwie do innych miast Polski aż do połowy lat dziewięćdziesiątych utrzymał ruch praktycznie na wszystkich stacjach. Kolejne lata przyniosły zamknięcie ruchu pasażerskiego, najpierw na linii Wrocławsko-Trzebnickiej (326), a następnie na linii Sobócko-Świdnickiej (285) i Wrocławsko-Jelczańskiej (292). W tej chwili część z nich jest sukcesywnie remontowana, a część po kilkuletniej przerwie w obsłudze pasażerów, w związku z rozwojem Wrocławskiej Kolei Aglomeracyjnej przywracana do pierwotnej funkcji. W związku z budową stadionu miejskiego i organizacją Euro 2012 został zbudowany w 2011 roku nowy przystanek na Pilczycach w celu ułatwienia kibicom i uczestnikom imprez kulturalnych dotarcia na stadion. W 2014 powstał przystanek Wrocław Grabiszyn, natomiast w 2022 – Wrocław Partynice (po dawnym przystanku zachował tylko nazwę, gdyż został zbudowany od podstaw w innej lokalizacji).
Stacje kolei normalnotorowej
| Stacja                      | Uruchomienie                    | Ruch pasażerski / towarowy               | nr linii                | Budynki |
| --------------------------- | ------------------------------- | ---------------------------------------- | ----------------------- | ------- |
| Wrocław Brochów             | 1896                            | /                                        | 132 277 349 764         |         |
| Dolnośląsko-Marchijski      | 1844                            | /                                        | –                       |         |
| Wrocław Gądów               | 1844                            | /                                        | 349 751 752 753 759 760 |         |
| Wrocław Główny              | 1856                            | /                                        | 132 271 273 276 285 763 |         |
| Wrocław Górnośląski         | 1842                            | / · ob. stanowi część st. Wrocław Główny | 132                     |         |
| Wrocław Grabiszyn           | 2014                            | /                                        | 274                     |         |
| Wrocław Klecina             | 1884                            | /                                        | 285                     |         |
| Wrocław Kowale              | 1922                            | /                                        | 292                     |         |
| Wrocław Kuźniki             | 1874                            | /                                        | 273 349                 |         |
| Wrocław Leśnica             | 1844                            | /                                        | 275                     |         |
| Miejski Prawego Brzegu Odry | 1872                            | /                                        | –                       |         |
| Wrocław Mikołajów           | 1856                            | /                                        | 143 271 756             |         |
| Wrocław Muchobór            | 1874                            | /                                        | 273 275 757 758         |         |
| Wrocław Nadodrze            | 1868                            | /                                        | 143                     |         |
| Wrocław Nowy Dwór           | 1844                            | /                                        | 275 759                 |         |
| Wrocław Osobowice           | 1856                            | /                                        | 271 292                 |         |
| Wrocław Partynice           | 1884/2022 (w nowej lokalizacji) | /                                        | 285                     |         |
| Wrocław Pawłowice           | 1886                            | /                                        | 326                     |         |

| Stacja                   | Uruchomienie                    | Ruch pasażerski / towarowy | nr linii    | Budynki |
| ------------------------ | ------------------------------- | -------------------------- | ----------- | ------- |
| Wrocław Popiele          | 2021                            | /                          | 292         |         |
| Wrocław Popowice         | 1856                            | /                          | 271         |         |
| Wrocław Pracze           | 1874                            | /                          | 273         |         |
| Wrocław Psie Pole        | 1868                            | /                          | 143 326     |         |
| Wrocław Różanka          | 2015                            | /                          | 271         |         |
| Wrocław Różanka Ładownia | przed 1920                      | /                          | 292         |         |
| Wrocław Sołtysowice      | 1868                            | /                          | 143 292     |         |
| Wrocław Stadion          | 2011                            | /                          | 273         |         |
| Wrocław Strachocin       | 2021                            | /                          | 292         |         |
| Wrocław Swojczyce        | 1922                            | /                          | 292         |         |
| Wrocław Szczepin         | 2021                            | /                          | 143         |         |
| Wrocław Świebodzki       | 1842                            | /                          | 274 757 760 |         |
| Wrocław Świniary         | 1856                            | /                          | 275         |         |
| Wrocław Wojnów           | 1922                            | /                          | 292         |         |
| Wrocław Wojnów Wschodni  | 2021                            | /                          | 292         |         |
| Wrocław Wojszyce         | 1884/2022 (w nowej lokalizacji) | /                          | 285         |         |
| Wrocław Zachodni         | 1843                            | /                          | 274 751     |         |
| Wrocław Zakrzów          | 1886                            | /                          | 326         |         |
| Wrocław Żerniki          | 1844                            | /                          | 275         |         |

Stacje kolei wąskotorowej
| Stacja                      | Uruchomienie | Likwidacja | Budynki |
| --------------------------- | ------------ | ---------- | ------- |
| Widawa                      | 1898         | 1967       |         |
| Wrocław Karłowice           | 1899         | 1950       |         |
| Wrocław Poświętne           | 1898         | 1958       |         |
| Wrocław Różanka Wąskotorowy | 1898         | 1967       |         |
| Wrocław Wąskotorowy         | 1899         | 1951       |         |

## Integracja taryfowa z komunikacją miejską
Obowiązująca od 1 sierpnia 2024 roku (wcześniej w okresie 2013 – 30 czerwca 2021) integracja taryfowa z komunikacją miejską polega na honorowaniu biletów czasowych ważnych nie krócej niż 24 h, biletów kodowanych na nośniku elektronicznym (Urbancard) oraz ulg obowiązujących w komunikacji miejskiej w przejazdach Kolejami Dolnośląskimi i Polregio pomiędzy wszystkimi stacjami położonymi w granicach miasta. Od 2024 r. honorowanie biletów obejmuje też przystanek kolejowy Iwiny. Przerwa spowodowana była niemożnością ustalenia warunków rozliczeń między miastem a koleją.